# Publio Popilio Lenate
Publio Popilio Lenate (in latino Publius Popillius Laenas; fl. II secolo a.C.) è stato un politico romano, console nel 132 a.C., appartenente alla Gens Popilia.

## Biografia
Probabile figlio di Gaio Popilio Lenate, durante il consolato edificò e riparò strade, ma incorse nell'avversione dei populares a causa delle aspre misure perorate quale capo di una quaestio extraordinaria nominata contro i complici di Tiberio Gracco.
Nel 123 a.C. Gaio Gracco introdusse una legge che proibiva ogni commissione del genere, e dichiarò che, in conformità con le vecchie leggi di appello, un magistrato che pronunciasse sentenza di morte contro un cittadino romano, senza l'assenso del popolo (iniussu populi), doveva essere accusato di alto tradimento. In seguito venne istituito contro di lui un processo, ma si sa che egli lasciò Roma prima di venire a conoscenza del verdetto. Nei suoi confronti fu comunque pronunciata sentenza di messa al bando dall'Italia. Dopo la restaurazione del patriziato, i provvedimenti contro di lui furono abrogati e venne richiamato in patria.
Al suo consolato Theodor Mommsen ha attribuito la costruzione della Via Popilia che da Reggio andava a Capua.